# Sugar Man
Cet article concerne un film. Pour le chanteur, voir Sixto Rodriguez.
Pour plus de détails, voir Fiche technique et Distribution.
Sugar Man (Searching for Sugar Man) est un film suédois et britannique réalisé par Malik Bendjelloul, évoquant le parcours du musicien américain Sixto Rodriguez.
Il a remporté le Prix du public international du Festival du film de Sundance 2012 ainsi que l'Oscar du meilleur film documentaire en 2013.

## Synopsis
À la fin des années 1960, Sixto Rodriguez enregistre deux albums de chansons réalistes (édités par Sussex Records), proches par l'esprit d'un Bob Dylan. Ces disques, dont le premier, Cold Facts, contient le single Sugar Man, sont reçus favorablement par la critique mais n'obtiennent aucun succès public. Rodriguez est donc contraint de poursuivre son métier d'ouvrier-maçon. Mais, de l'autre côté de l'Atlantique, en Afrique du Sud, sous le régime de l'apartheid, ses disques rencontrent un grand succès auprès de la jeunesse, en particulier blanche. Le paradoxe d'un musicien, point prophète en son pays, et qui, sans le savoir, devient une idole dans une autre contrée. Le film suit l'enquête de deux fans du Cap sur la disparition supposée du chanteur. Toutefois, « loin de dissiper ce mystère, le film l'alimente plutôt ».

## Fiche technique
- Titre original : Searching for Sugar Man
- Titre français : Sugar Man
- Réalisation, scénario et montage : Malik Bendjelloul
- Photographie : Camilla Skagerstöm
- Musique : Sixto Rodriguez
- Production : Simon Chinn, M. Bendjelloul
- Société de distribution : ARP Sélection
- Pays de production :  Suède,  Royaume-Uni
- Genre : documentaire
- Durée : 86 minutes
- Dates de sortie :
  - Suède : 24 août 2012
  - France : 26 décembre 2012

## Distinctions

### Récompenses
- 2012 : Festival du film de Sundance : Prix spécial du jury et Prix du public
- 2013 : Vancouver Film Critics Circle : Meilleur film documentaire
- 2013 : Critics' Choice Movie Awards : Meilleur film documentaire
- 2013 : Producers Guild of America Awards : Meilleur producteur de film documentaire
- 2013 : Directors Guild of America Awards : Meilleur réalisateur de film documentaire
- 2013 : BAFTA Awards : Meilleur film documentaire
- 2013 : American Cinema Editors Awards : Meilleur montage d'un film documentaire
- 2013 : Writers Guild of America Awards : Meilleur scénario de film documentaire
- 2013 : Oscars : Meilleur film documentaire[6]
- 2013 : Festival international du film de Carthagène : Meilleur film (Gems competition)[7]

### Nominations
- Prix du cinéma européen 2013 : People's Choice Award

## Commentaire
Malik Bendjelloul, spécialiste de films sur la musique, s'est rendu à Détroit dans le Michigan (États-Unis) ainsi qu'au Cap (Afrique du Sud) pour montrer le destin du musicien, guitariste et auteur-compositeur-interprète américain d'origine mexicaine. Il a rencontré des admirateurs de Sixto Rodriguez et le producteur des albums ayant obtenu des succès commerciaux en Afrique du Sud. Selon Hubert Niogret, « Malik Bendjelloul a su garder la bonne distance, enthousiaste sans être complaisant. » Réalisant son film pratiquement seul, le réalisateur, malgré la simplicité des moyens, a su transmettre l'émotion nécessaire pour rendre son film captivant et original.